# Torchlight II
Torchlight II is een computerspel ontwikkeld en uitgegeven door Runic Games voor Windows, OS X en Linux. Het actierollenspel (ARPG) verscheen op 20 september 2012.

## Plot
Het fantasiespel speelt zich af in het vernietigde dorp Torchlight veroorzaakt door de Alchemist uit het vorige deel. Men volgt het spoor van vernietiging op zoek naar een middel tegen zijn krankzinnigheid.

## Spel
De speler bestuurt een held die een serie willekeurig gegenereerde kerkers moet verkennen, waardevolle buit zien te verzamelen, en ondertussen hordes monsters verslaan. Het dorp dient daarbij als centrale plaats om betere wapens te kopen en nieuwe opdrachten te krijgen.
De speler kan voor zijn of haar personage kiezen uit vier klassen:
- Engineer, een krijger die gespecialiseerd is in gevechten
- Outlander, een zoekende nomade die vijanden op afstand kan verslaan
- Berserker, gebruikt snelle en dierlijke aanvallen
- Embermage, een tovenaar die krachtige magische spreuken gebruikt

De speler doet met gevechten ervaringspunten op, die toegewezen kunnen worden aan bepaalde eigenschappen van het personage, de zogenaamde skill tree of ervaringsboom.
Nieuw in dit deel is dat spelers hun personage aan kunnen passen, en dat wapens alleen door bepaalde personages gebruikt kunnen worden. Ook is er een co-op-modus toegevoegd voor multiplayer.

## Ontvangst
| Recensiescore       | Recensiescore |
| Recensieverzamelaar | Score         |
| ------------------- | ------------- |
| GameRankings        | 88,5%         |
| Metacritic          | 88%           |
| Publicist           | Score         |
| Eurogamer           | 9             |
| Game Informer       | 9,25          |
| GameSpot            | 8,5           |
| IGN                 | 9,1           |
| Polygon             | 8,5           |

Torchlight ontving positieve recensies. Men prees de verbeterde elementen ten opzichte van het eerste deel en de lage prijs. Kritiek was er op het gebrek aan innovatieve elementen.
In 2015 werd bekendgemaakt dat het spel ruim 3 miljoen keer is verkocht.
Op aggregatiewebsites Metacritic en GameRankings heeft het spel verzamelde scores van respectievelijk 88% en 88,5%.